# Årike Fyris
Årike Fyris är ett naturreservat i Uppsala kommun.
Årike Fyris sträcker sig från Kungsängsleden i norr till Flottsund vid Mälaren i söder längs med och på bägge sidorna av Fyrisån. Slättområdet längs Fyrisån söder om Gamla Uppsala kallades förr också Fyrisvallarna, Fyrisvellir eller Kungsängarna.
Naturreservatet Uppsala kungsäng ligger i den norra delen. Huvuddelen av marken ägs av staten genom Sveriges lantbruksuniversitet. En överenskommelse har träffats mellan Uppsala kommun och lantbruksuniversitetet om att inrätta området som naturreservat.
Väster om Fyrisån vid fördämningen Övre föret finns ett fågeltorn (59°49.627′N 17°39.877′Ö / 59.827117°N 17.664617°Ö). Övre föret är också namnet på de översvämningsängar som ligger intill på östra sidan av ån. Intill ängslandskapet ligger Djurgårdsskogen.
Naturreservatet Nåntuna lund ligger i södra delen av Årike Fyris. Där finns också ett nästan 2 000 år gammalt gravfält.

## Historik
Årike Fyris initierades 1993 av Upplandsstiftelsen. Uppsala kommuns styrelse antog 1996 den så kallade "Årikesplanen", och 2006 träffades en första överenskommelse med Sveriges lantbruksuniversitet om reservatsbildning. Uppsala kommuns styrelse beslöt 2016 att ta fram förslag till naturreservat, och 2017 träffades en andra överenskommelse om mer exakt utformning i ett förslag till länsstyrelsen. Årike Fyris blev naturreservat 2018.